# Spialia
Genre
Spialia est un genre de lépidoptères (papillons) de la famille des Hesperiidae.

## Taxonomie
Le genre Spialia a été décrit par le naturaliste britannique Charles Swinhoe en 1912.
Son espèce type est Hesperia galba Fabricius, 1793.

## Liste des espèces
Ce genre comprend environ 30 espèces, :
- Spialia agylla (Trimen, 1889)
- Spialia ali (Oberthür, 1881)
- Spialia asterodia (Trimen, 1864)
- Spialia colotes (Druce, 1875)
- Spialia confusa (Higgins, 1924)
- Spialia delagoae (Trimen, 1898)
- Spialia depauperata (Strand, 1911)
- Spialia diomus (Höpffer, 1855)
- Spialia doris (Walker, 1870) — l'Hespérie saoudienne.
- Spialia dromus (Plötz, 1884)
- Spialia galba (Fabricius, 1793)
- Spialia geron (Watson, 1893)
- Spialia kituina (Karsch, 1896)
- Spialia mafa (Trimen, 1870)
- Spialia mangana (Rebel, 1899)
- Spialia nanus (Trimen, 1889)
- Spialia orbifer (Hübner, 1823) — l'Hespérie pont-euxine.
- Spialia osthelderi (Pfeiffer, 1932)
- Spialia paula (Higgins, 1924)
- Spialia phlomidis (Herrich-Schäffer, 1845) — l'Hespérie des phlomides.
- Spialia ploetzi (Aurivillius, 1891)
- Spialia rosae Hernández-Roldán, Dapporto, Dincă, Vicente & Vila, 2016
- Spialia sataspes (Trimen, 1864)
- Spialia secessus (Trimen, 1891)
- Spialia sertorius (Hoffmannsegg, 1804) — l'Hespérie des sanguisorbes.
- Spialia spio (Linnaeus, 1764)
- Spialia struvei (Püngeler, 1914)
- Spialia therapne (Rambur, 1832) — l'Hespérie tyrrhénienne.
- Spialia wrefordi Evans, 1951
- Spialia zebra (Butler, 1888)

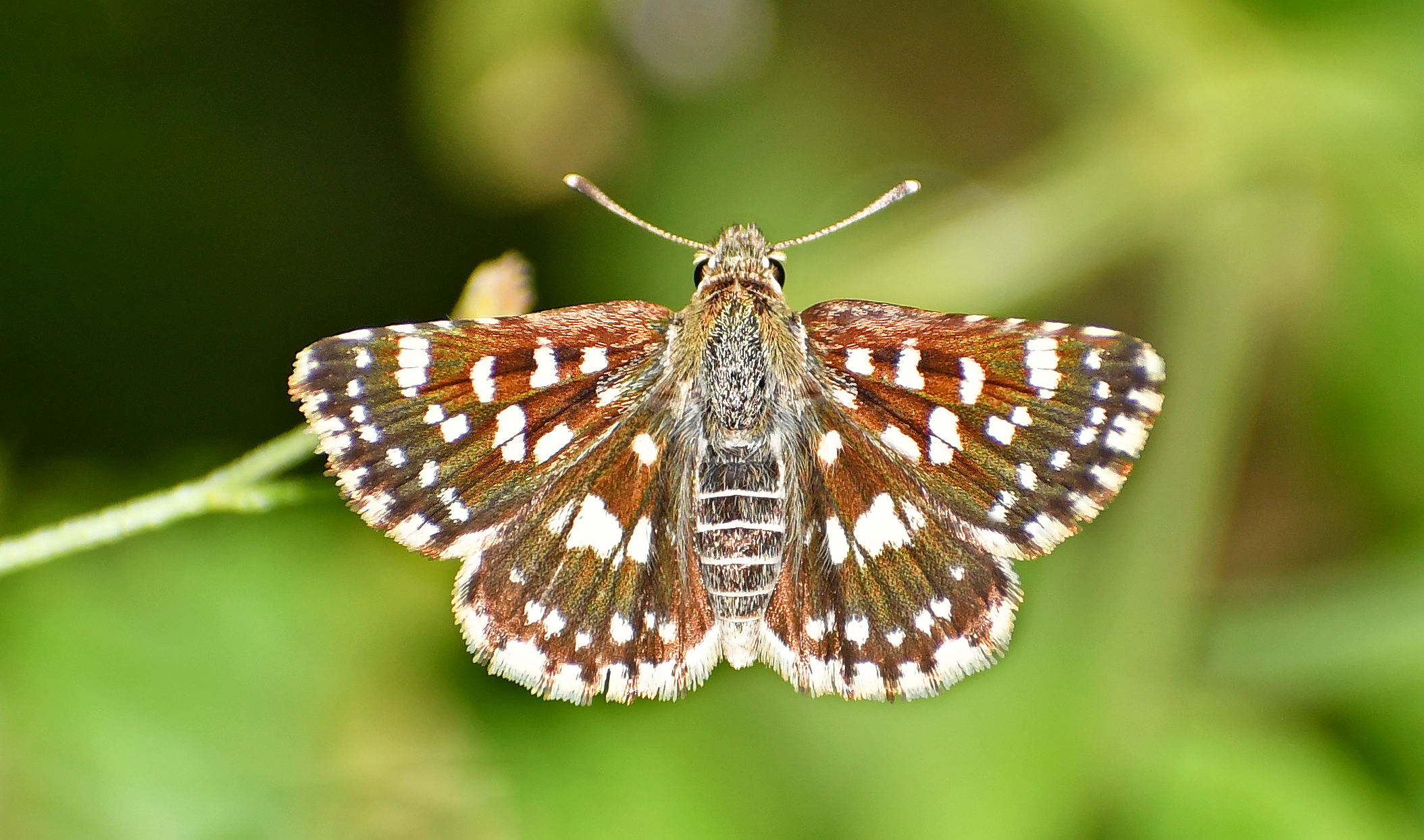
Spialia galba
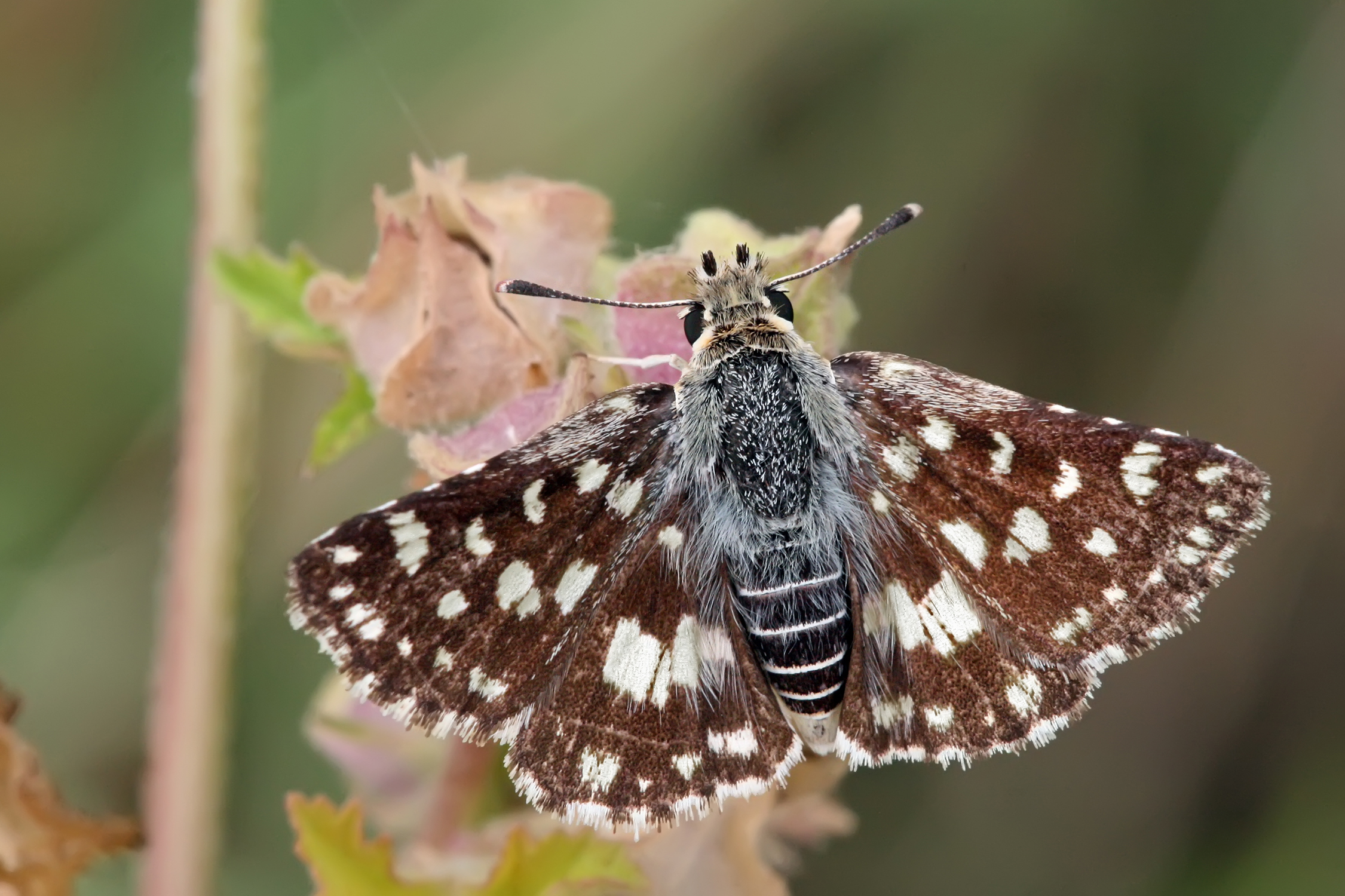
Spialia mafa
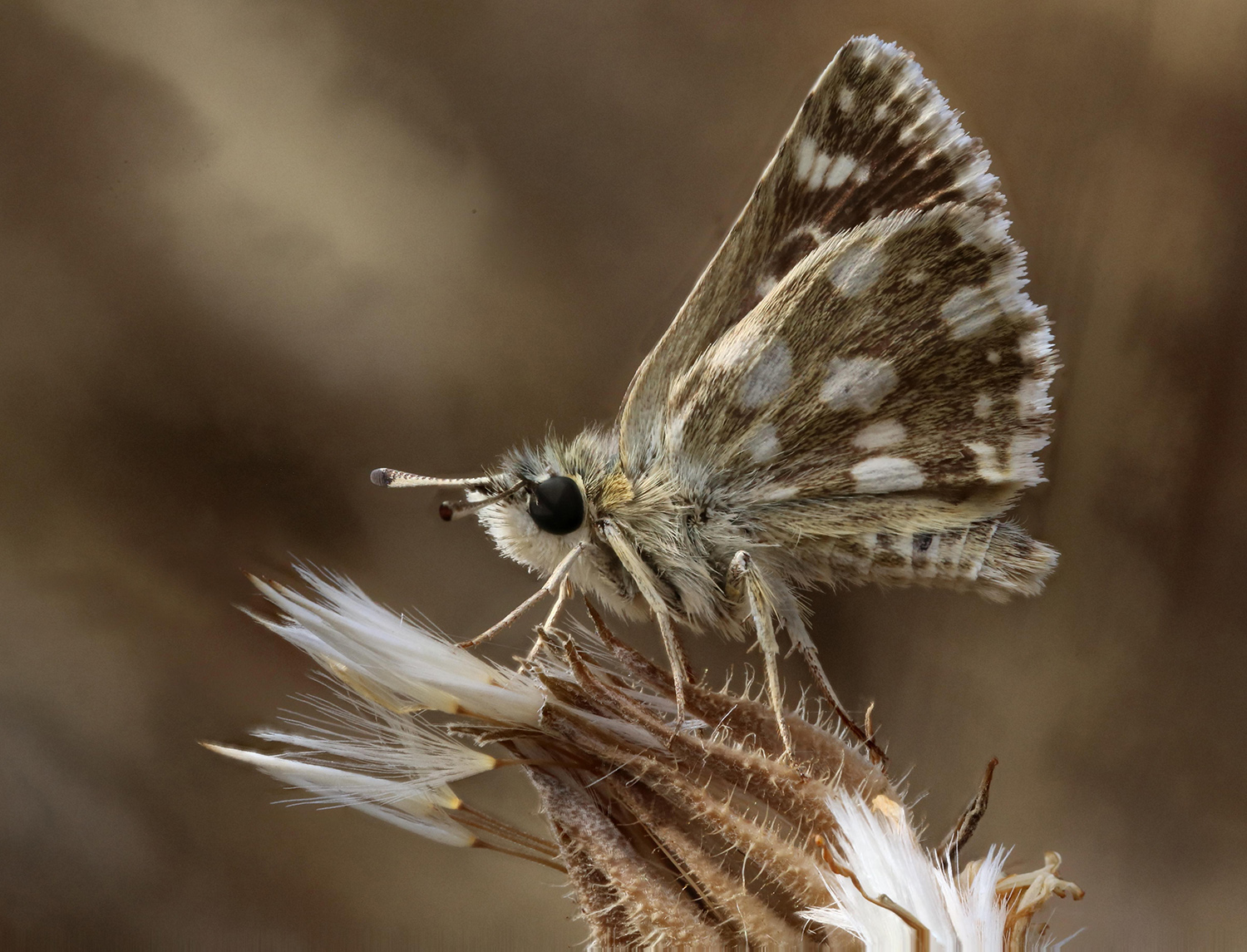
Spialia orbifer
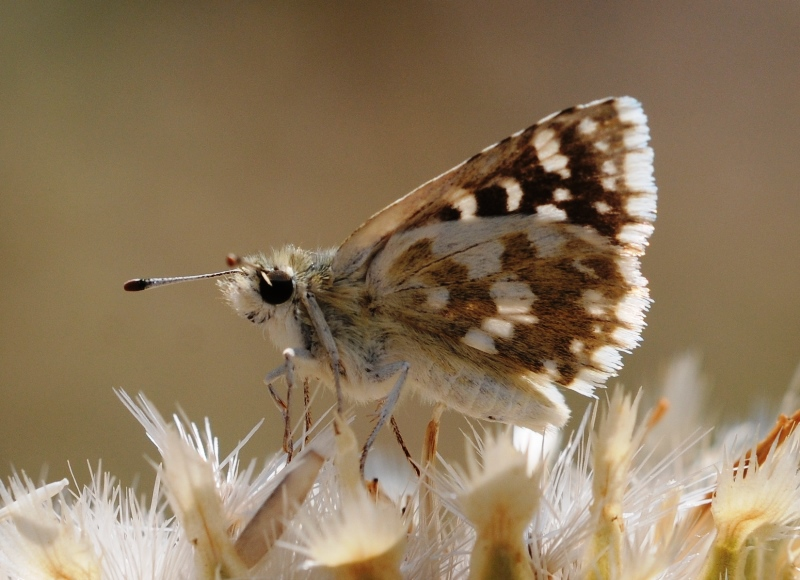
Spialia phlomidis
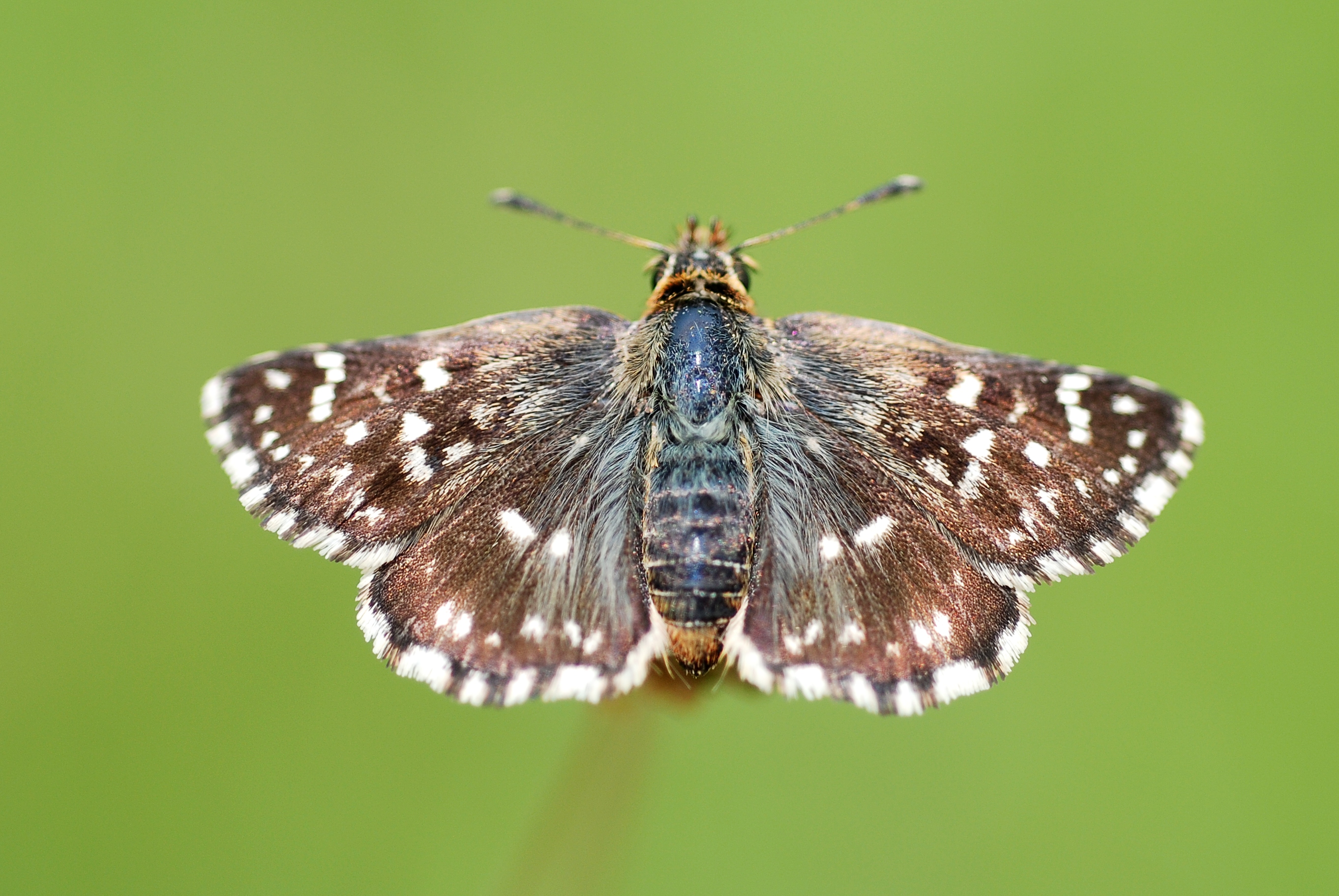
Spialia sertorius